# Metropolia Lecce
Metropolia Lecce – jedna z 40 metropolii Kościoła Rzymskokatolickiego we Włoszech. Została erygowana 20 października 1980.

## Diecezje
- Archidiecezja Lecce
  - Archidiecezja Brindisi-Ostuni
  - Diecezja Nardò-Gallipoli
  - Archidiecezja Otranto
  - Diecezja Ugento-Santa Maria di Leuca